# Национальный медицинский исследовательский центр нейрохирургии имени академика Н. Н. Бурденко
Национальный медицинский исследовательский институт нейрохирургии имени академика Н. Н. Бурденко Министерства здравоохранения Российской Федерации (НИИ им. Н. Н. Бурденко) — научно-исследовательский медицинский институт нейрохирургии. Центр нейрохирургии является лучшим нейрохирургическим учреждением Российской Федерации и занимает 9 место в Европе. Крупнейшая в Европе нейрохирургическая клиника, где ежегодно выполняют более 10 000 нейрохирургических операций.

## История
В 1929 году Н. Н. Бурденко и невролог В. В. Крамер организовали при Государственном рентгеновском институте 40-коечное нейрохирургическое отделение, которое в 1932 году было преобразовано в Центральный нейрохирургический институт; в 1934 году он получил отдельное помещение на 300 коек.
В разные годы Институт нейрохирургии возглавляли академики АМН СССР:
- 1946—1947 — Владимир Николаевич Шамов
- 1947—1964 — Борис Григорьевич Егоров
- 1964—1975 — Александр Иванович Арутюнов
- 1975—2014 — Александр Николаевич Коновалов
- 2014—2019 — Александр Александрович Потапов
- 2019 г. по настоящее время Институт возглавляет академик РАН Дмитрий Юрьевич Усачёв.

На базе Института был создан Всесоюзный Нейрохирургический Совет, Всесоюзная проблемная комиссия «Хирургическое лечение заболеваний ЦНС», Научный совет «Нейрохирургия» РАМН и Министерства здравоохранения и социального развития РФ.
На базе института проводятся курсы повышения квалификации, на которых обучается более 150 врачей в год, преподавание нейрохирургии студентам Российского государственного медицинского университета, работают кафедры общей и педиатрической нейрохирургии Российской медицинской академии постдипломного образования.
4 июня 1954 года «в связи с двадцатилетием со дня организации и отмечая заслуги перед советским здравоохранением» институт награжден орденом Трудового Красного Знамени.
В 1968 году впервые в стране при Институте был создан специализированный диссертационный совет по специальности «Нейрохирургия», в котором защищено 110 тем докторских и 450 кандидатских диссертаций.
Во времена СССР входил в ведение АМН СССР.
Достижения учёных института нейрохирургии опубликованы не менее чем в 175 монографиях, учебниках и руководствах СССР и РФ, а также за рубежом (США, Германия, Италия, Китай и др.). По инициативе Института нейрохирургии с 1937 г. издаётся один из первых в мире профессиональный журнал «Вопросы нейрохирургии».
Благодаря сотрудникам института, появились новые научные направления: нейропсихология (А. Р. Лурия), количественная нейроанатомия (С. М. Блинков) и нейропсихиатрия (А. С. Шмарьян).
В мае 2002 года открыт музей Института нейрохирургии.

## Направления деятельности института

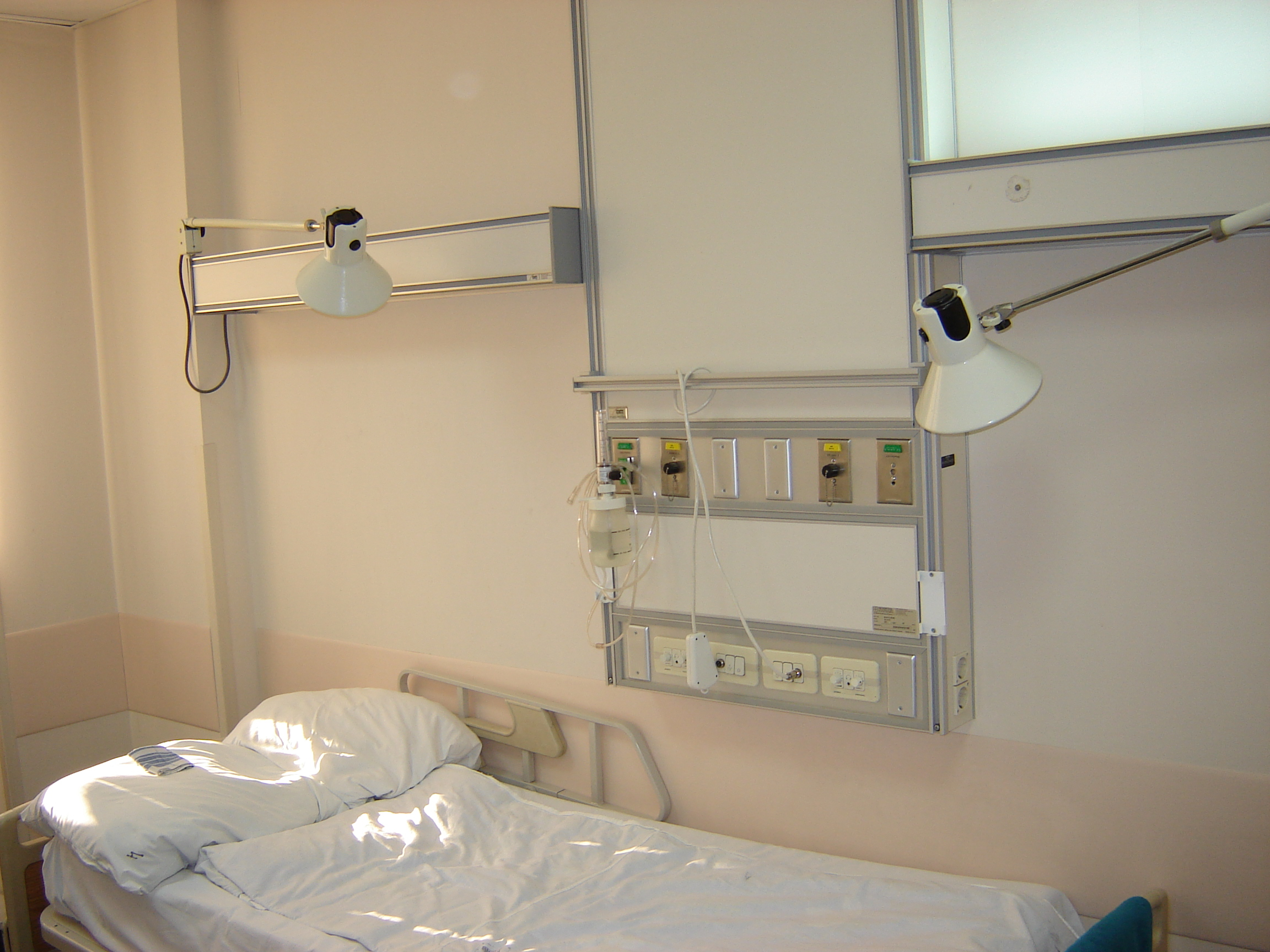
Палата в НИИ нейрохирургии им. Н. Н. Бурденко

НИИ Нейрохирургии специализируется на проблемах разного уровня нейрохирургии, а именно:
- Детская нейрохирургия
- Сосудистая нейрохирургия
- Нейроонкология
- Нейротравматология
- Спинальная нейрохирургия
- Функциональная нейрохирургия
- Химиотерапия при заболеваниях ЦНС
- Стереотаксическая лучевая терапия и радиохирургия[7][8]
- Нейрореабилитация
- Нейрореаниматология
- Диагностика заболеваний нервной системы:
- Нейрорентгенология
- Нейроофтальмология
- Отоневрология
- Нейропсихиатрия
- Нейрофизиология

Помимо нейрохирургии, в институте развиваются смежные медицинские дисциплины:
- нейрорентгенология (М. Б. Копылов, Н. Н. Альтгаузен, А. М. Кун),
- нейрореаниматология (В. А. Неговский, А. З. Маневич),
- нейроморфология (А. С. Чернышёв, Б. Н. Клосовский, Л. И. Смирнов, А. П. Авцын),
- нейрофизиология (П. К. Анохин, В. С. Русинов, В. Е. Майорчик),
- отоневрология (Г. С. Циммерман, О. С. Агеева-Михайлова, Н. С. Благовещенская),
- нейроофтальмология (М. Н. Благовещенский, А. Я. Самойлов, А. В. Скородумова),
- ликворология (А. Ц. Возная, Т. П. Бургман),
- нейробиохимия (А. В. Труфанов, М. Ш. Промыслов).
- нейропсихология (А. Р. Лурия),
- количественная нейроанатомия (С. М. Блинков)
- нейропсихиатрия (А. С. Шмарьян).

## Известные сотрудники института

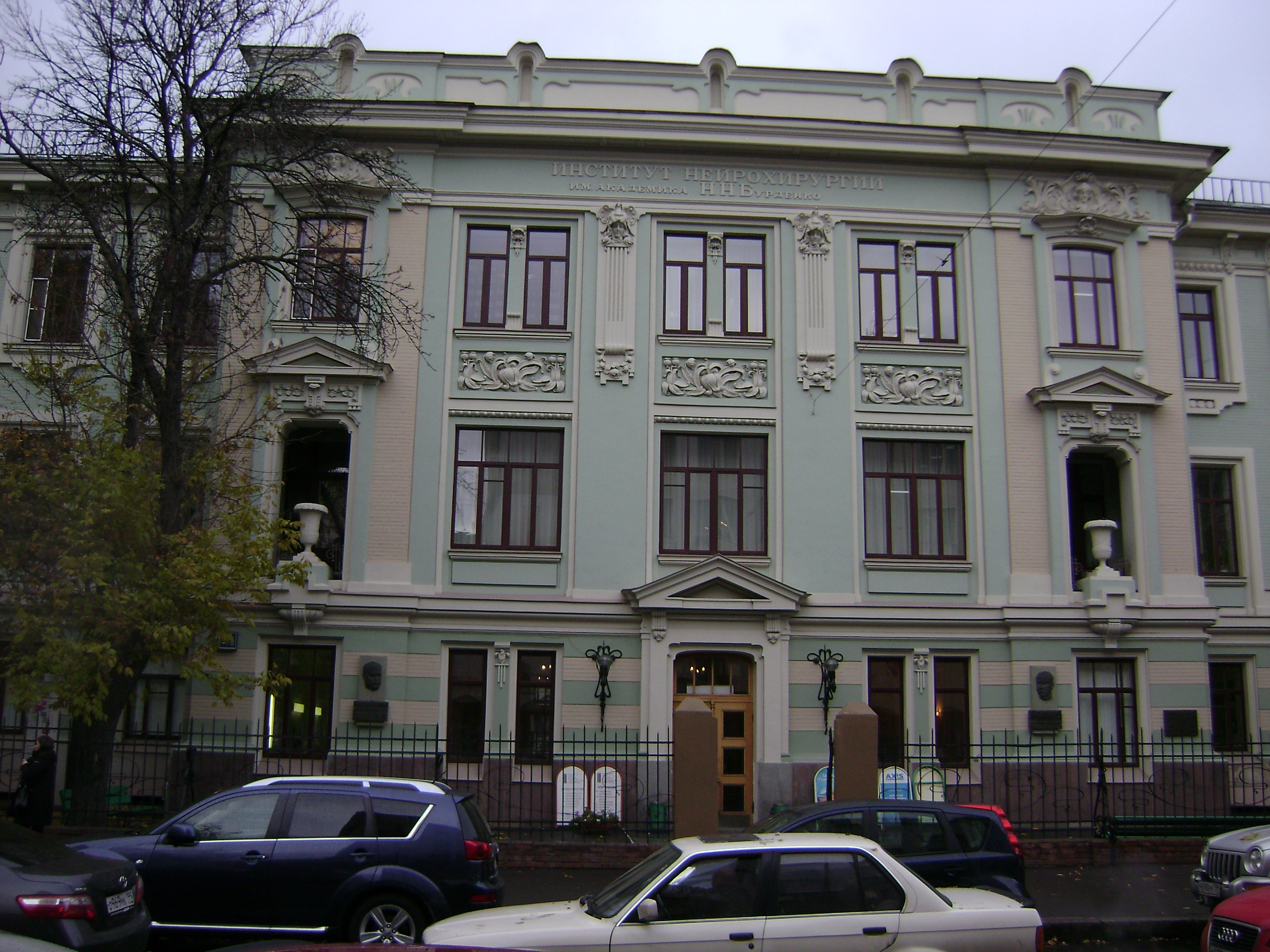
Старое здание НИИ нейрохирургии им. Бурденко (Поликлиника)

В Институте работали А. А. Арендт, А. И. Арутюнов, С. Г. Ахундов, С. С. Брюсова, Н. Я. Васин, Н. М. Волынкин, Г. А. Габибов, И. Н. Ефремова, И. М. Иргер, Л. С. Кадин, Э. И. Кандель, Л. А. Корейша, Г. П. Корнянский, О. А. Максакова, В. И. Ростоцкая, М. А. Салазкин, Ф. А. Сербиненко, К. Г. Тэриан, А. А. Шлыков, С. Н. Фёдоров и другие.